# Röshult
Röshult är en småort i Gällstads socken i  Ulricehamns kommun i Västra Götalands län. 